# Lithurgus gibbosus
Lithurgus gibbosus är en biart som beskrevs av Smith 1853. Lithurgus gibbosus ingår i släktet Lithurgus och familjen buksamlarbin. Inga underarter finns listade i Catalogue of Life.